# Санталова, Антонина Витальевна
Антонина Витальевна Санталова (в девичестве — Скоробогатченко, род. 14 февраля 1999 года, Волгоград, Россия) — российская гандболистка, правый полусредний российского клуба ЦСКА и сборной России. Серебряный призёр Олимпийских игр 2020 года и чемпионата Европы 2018 года. Заслуженный мастер спорта России (2021).
Летом 2017 года Скоробогатченко сдала положительный допинг-тест на мельдоний на чемпионате Европы среди юниоров 2017 года,. В январе EHF объявила о том, что Скоробогатченко и её партнеры по команде дисквалифицированы на 20 месяцев (с момента сдачи допинг-проб) и лишены медалей турнира. Позднее срок был сокращен на три месяца, и в августе 2018 года срок дисквалификации истек.
В апреле 2023 года вышла замуж за гандболиста Дмитрия Санталова. В мае 2023 года стало известно, что Антонина ждёт ребёнка и пропустит сезон 2023/24.

## Достижения
- Серебряный призер Олимпийских игр 2020 года.
- Серебряный призёр чемпионата Европы 2018 года.
- 2-кратная чемпионка России: 2021, 2023
- Бронзовый призёр чемпионата России: 2019, 2020
- Серебряный призёр чемпионата России: 2022
- 2-кратный обладатель Кубка России: 2022, 2023
- Обладатель Суперкубка России: 2022
- Чемпионка мира среди молодежи: 2016
- Серебряный призер чемпионата мира среди юниоров U-19: 2016 (результат аннулирован)
- Серебряный призер чемпионата Европы U-17: 2015

## Награды
- Медаль ордена «За заслуги перед Отечеством» I степени (11 августа 2021 года) — за большой вклад в развитие отечественного спорта, высокие спортивные достижения, волю к победе, стойкость и целеустремленность, проявленные на Играх XXXII Олимпиады 2020 года в городе Токио (Япония)[6].